# 위 더 피플

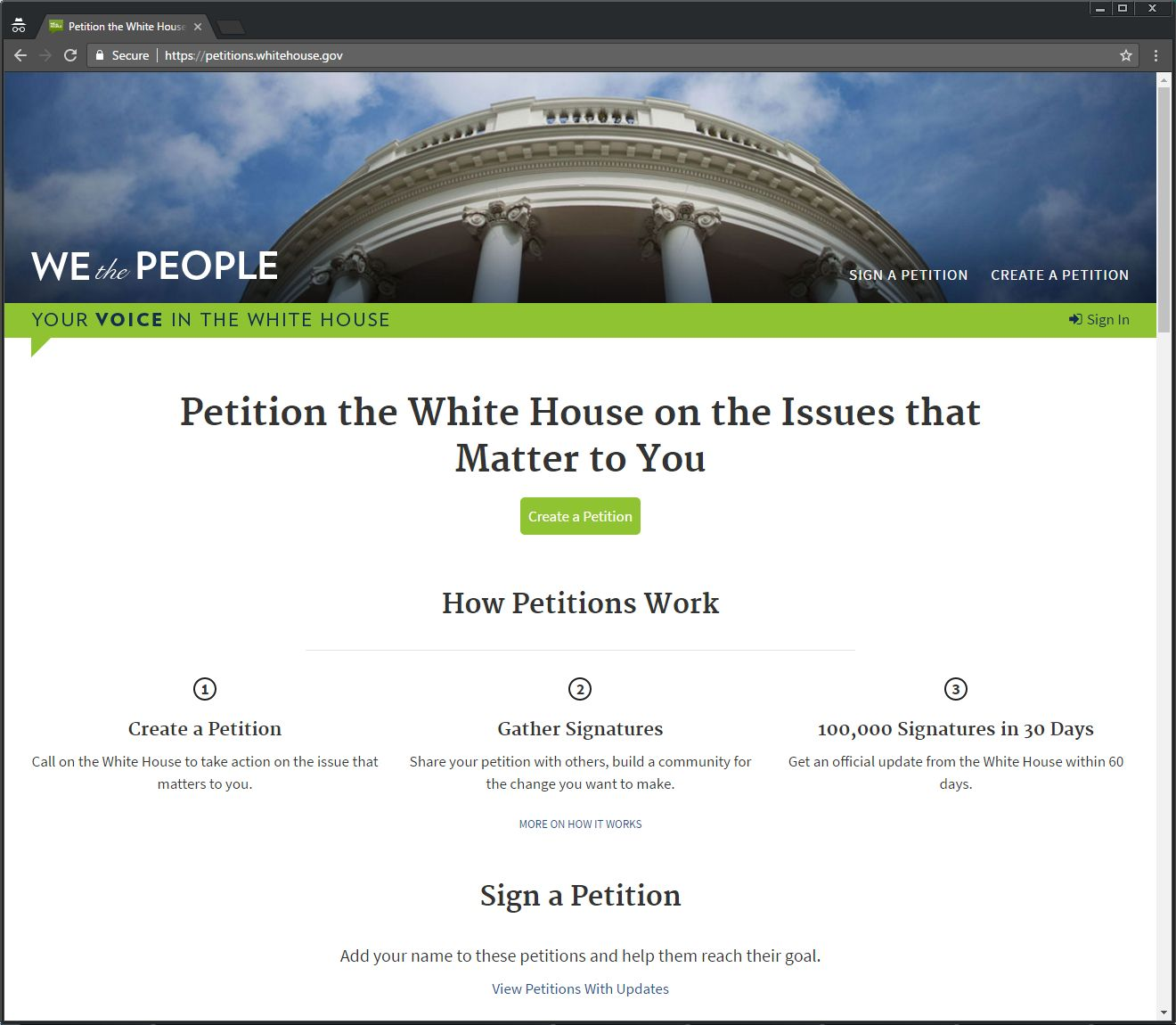

위 더 피플(We the People)은 백악관 웹사이트에서 제공하는 서비스로 정책에 대한 탄원을 올리는 곳이다. 2011년 9월 22일 버락 오바마 행정부에서 만들어졌으며 이후 2017년 12월 19일 도널드 트럼프 행정부는 새로운 플랫폼으로 교체하겠다고 밝히며 위 더 피플을 폐쇄했다.
청원 기한은 30일이며, 서명자 수가 10만 명이 모이면 60일의 답변 대기를 해야 하며, 서면으로 답변한다.
청와대 국민청원도 이를 모티브로 하기도 했다.

## 데스 스타 건설 청원
2012년 11월에는 데스 스타를 만들어달라는 청원이 3만명을 넘었으나, 관리예산실 과학·우주과장 폴 쇼크로스는, 이에 대해 거부하는 입장을 내놓았다. 쇼크로스는 이 것을 만드는 데 예상하는 비용은 무려 85경 달러로 현재 적자를 줄이려고 하지, 적자를 늘릴 계획이 없으며, 다른 문명을 행성째 날려버리려는 입장을 지지하지 않고, 미국에서 만든 타 소형 전투기도 무력화할 병기에 왜 납세자의 세금을 써야 하냐며 지적했다.
또, "케셀 런을 12 파섹 내에 돌파할 수 있는 우주선은 미국에 없지만 우리는 우주정거장이 있는데다가 레이저를 쏘는 로봇도 존재하며 루크의 기계팔도 연구하고 있다"라고 하였으며 한술 더 떠 "죽음의 별의 힘은 행성이나 항성계 전체를 파괴할 정도이지만, 포스의 힘 앞에서는 무력하다"고 밝혔다.
현재 이 청원은 삭제된 상태이며, 스타 워즈 공식 블로그에서는 "지구가 은하 제국의 막강한 국방력에 데스 스타를 지을 생각도 못했다"고 논평했다.